# Oragua elegantula
Oragua elegantula är en insektsart som beskrevs av Young 1977. Oragua elegantula ingår i släktet Oragua och familjen dvärgstritar. Inga underarter finns listade i Catalogue of Life.